# 涧池乡
涧池乡，是中华人民共和国湖北省十堰市郧西县下辖的一个乡镇级行政单位。

## 行政区划
涧池乡下辖以下地区：
瓦屋场村、董家沟村、孤山村、涧池村、泥沟口村、石婆沟村、风景村、下营村、金龙山村、上营村、军家河村、谢家坪村、大竹扒村、东坪村、庄子沟村和广山寨村。